# Betekhtinita
La betekhtinita és un mineral de la classe dels sulfurs. Rep el seu nom del mineralogista rus Anatolii Georgievich Betekhtin (1897-1962).

## Característiques
La betekhtinita és un sulfur de coure, ferro i plom, de fórmula química (Cu,Fe)21Pb₂S15. Cristal·litza en el sistema ortoròmbic. Es troba en forma d'agulles de fins a 3,55 cm de longitud, i com a masses irregulars. La seva duresa a l'escala de Mohs es troba entre 3 i 3,5.
Segons la classificació de Nickel-Strunz, la betekhtinita pertany a «02.BD: Sulfurs metàl·lics, M:S > 1:1 (principalment 2:1), amb Pb (Bi)» juntament amb els següents minerals: furutobeïta, rodoplumsita, shandita, parkerita, schlemaïta i pašavaïta.

## Formació i jaciments
Va ser descoberta l'any 1955 a Ernst Thälmann Shaft, a Hübitz (Saxònia-Anhalt, Alemanya), en filons tallant esquists. Sol trobar-se associada a altres mineral com: plata, galena, calcopirita, calcocita, celestina, bornita o anhidrita.